# アルミカンのチラリズム
『アルミカンのチラリズム』はKBS京都で2021年10月3日から放送されているラジオ番組。略称は「アルチラ」。番組ハッシュタグは#アルチラ。
パーソナリティーは松竹芸能の女芸人・アルミカン。同コンビにとって2本目の冠番組である。 
コントの缶詰のコーナーにテーマメッセージが採用されると、番組ノベルティのステッカーとアルミカンのサイン入り写真がプレゼントされる。 

## 出演者
- アルミカン（赤阪侑子、高橋沙織）

## 主な放送内容（コーナー）
- コントの缶詰

普段は漫才を中心に活動しているアルミカンがラジオコントに挑戦するコーナー。コントのテーマは前回放送で採用されたメッセージを参考にコントを作成している。各放送回のコントのタイトルとメッセージテーマは下記の通りである。

### (2021年10月 - 2022年03月) 第1回 - 第26回
| 放送日         | 〇〇こと赤阪です                 | コントのタイトル                             | メッセージテーマ                             |
| -------------- | -------------------------------- | -------------------------------------------- | -------------------------------------------- |
| 2021年10月03日 | なし(「エピソード・他」を参照)   | ずーと失礼な後輩女子                         | 私の周りのムカつく女                         |
| 10月10日       | 松雪泰子                         | 自分のこと、ご存じのように言ってくる女[注 4] | 私の周りのムカつく女                         |
| 10月17日       | 仲間由紀恵                       | なんでもクイズにしてくる女                   | 私のおもしろ家族                             |
| 10月24日       | 深津絵里                         | 聞き間違いが多い母                           | 私のおもしろ家族                             |
| 10月31日       | 香椎由宇                         | 心配性の母                                   | 私の失敗談                                   |
| 11月07日       | ベッキー                         | ダメにして返す女                             | 私の失敗談                                   |
| 11月14日       | 黒木華                           | 美容室が苦手な女                             | こんなデートはヤダ                           |
| 11月21日       | 高岡早紀                         | 彼氏の代わりに                               | こんなデートはヤダ                           |
| 11月28日       | 松嶋菜々子                       | 別れを決意している女                         | これって私だけ                               |
| 12月05日       | 伊藤沙莉                         | 怒られながら                                 | これって私だけ                               |
| 12月12日       | ヴァネッサ・パラディ             | 裏アカ                                       | こんなクリスマスはヤダ                       |
| 12月19日       | 葉加瀬太郎                       | サンタさん                                   | こんなクリスマスはヤダ                       |
| 12月26日       | アンジェラ・アキ                 | 二股                                         | 学生時代の武勇伝                             |
| 2022年01月02日 | アッキーナ                       | * ゲストに対する質問のためコントは無かった。 | * ゲストに対する質問のためコントは無かった。 |
| 01月09日       | 安藤美姫                         | 勘違い女[注 5]                               | 学生時代の武勇伝                             |
| 01月16日       | 大島優子                         | 不良                                         | お店で腹立つこと                             |
| 01月23日       | 藤本景子(関西テレビアナウンサー) | 腹立つ店員                                   | お店で腹立つこと                             |
| 01月30日       | タラジ・ヘンソン                 | ピザ屋                                       | 胸キュンエピソード                           |
| 02月06日       | ミラベル                         | 胸キュン恋愛術                               | 胸キュンエピソード                           |
| 02月13日       | ミスター・カウント               | 自動車教習所                                 | お酒の失敗談                                 |
| 02月20日       | 角替和枝                         | 自分へのご褒美                               | お酒の失敗談                                 |
| 02月27日       | 泉ピン子                         | 目が覚めたら                                 | 卒業                                         |
| 03月06日       | もたいまさこ                     | 赤阪の卒業                                   | 卒業                                         |
| 03月13日       | 宇野ゆう子                       | 卒業式                                       | 新しくはじめたこと                           |
| 03月20日       | 中越典子                         | 亭主関白                                     | 新しくはじめたこと                           |
| 03月27日       | 2025大阪関西万博公式キャラクター | 同期                                         | 赤阪さんにお薦めの映画                       |

### (2022年04月 - 2022年09月) 第27回 - 第52回
| 放送日         | 〇〇こと赤阪です                         | コントのタイトル       | メッセージテーマ                   |
| -------------- | ---------------------------------------- | ---------------------- | ---------------------------------- |
| 2022年04月03日 | チャップリン                             | 余命宣告               | 赤阪さんにお薦めの映画             |
| 04月10日       | ガチャピン                               | ホラー系YouTuber       | 世の中に吠えたいこと               |
| 04月17日       | スティッチ(Stitch)                       | 結婚相談所             | 世の中に吠えたいこと               |
| 04月24日       | 平原綾香                                 | 白雪姫[注 6]           | 能力を授かるならどんな能力         |
| 05月01日       | 片桐仁                                   | いっちマン             | 能力を授かるならどんな能力         |
| 05月08日       | 麻生祐未                                 | 本音イヤホン           | 感謝を伝えたいもの、人             |
| 05月15日       | 加藤ミリヤ                               | 吾輩は猫である         | 感謝を伝えたいもの、人             |
| 05月22日       | 木野花                                   | お葬式                 | 気まずい瞬間                       |
| 05月29日       | 柴田理恵                                 | コンビニバイト         | 気まずい瞬間                       |
| 06月05日       | 清原果耶                                 | トイレの赤阪さん       | アルミカンにおすすめする資格・検定 |
| 06月12日       | 兵庫県福崎町のキャラクター河童のガジロウ | 滑舌講座               | アルミカンにおすすめする資格・検定 |
| 06月19日       | 上原ひろみ                               | 河童                   | 結婚式の思い出                     |
| 06月26日       | ガクテンソクのよじょう                   | 余興                   | 結婚式の思い出                     |
| 2022年07月03日 | フードファイターの赤阪尊子               | 両親への手紙           | へーってなるうんちく               |
| 07月10日       | 田島都                                   | 婚活アドバイザー       | へーってなるうんちく               |
| 07月17日       | ゴーテル(塔の上のラプンツェルより)       | ケーキ屋さん           | 忘れられない味                     |
| 07月24日       | ハンギョドン(サンリオのキャラクター)     | 秘伝のハンバーグ       | 忘れられない味                     |
| 07月31日       | ねるねるねるねの魔女                     | 赤蜜(あかみつ)         | 夏休みの思い出                     |
| 08月07日       | ウルトラマンAのウー2(代目)               | 昔話                   | 夏休みの思い出                     |
| 08月14日       | 月影千草(ガラスの仮面)                   | 赤阪先輩とハワイ旅行   | こんなバイトしてました             |
| 08月21日       | 加藤祐貴子(京都サンガF.C.のコーチ)       | ラブホテルの受付       | こんなバイトしてました             |
| 08月28日       | 佐藤蛾次郎                               | エキストラ             | 死ぬまでに一度やってみたいこと     |
| 09月04日       | SPY×FAMILYのフランキー・フランクリン     | 赤ゴジラ               | 死ぬまでに一度やってみたいこと     |
| 09月11日       | ガル・ガドット                           | ナンパ                 | アルミカンにすすめたい本・漫画     |
| 09月18日       | 川俣しのぶ                               | もてもて戦国           | アルミカンにすすめたい本・漫画     |
| 09月25日       | アン・ルイス                             | 赤阪からのギフトワード | 最後の晩餐                         |

### (2022年10月 - 2023年03月) 第53回 - 第78回
| 放送日         | 〇〇こと赤阪です                      | コントのタイトル        | メッセージテーマ         |
| -------------- | ------------------------------------- | ----------------------- | ------------------------ |
| 2022年10月02日 | ザ・オバサン(西口プロレス)            | 最後に食べたいもの      | 最後の晩餐               |
| 10月09日       | 茂木健一郎                            | AKAZAWA                 | 絶体絶命の大ピンチ       |
| 10月16日       | 大泉洋                                | 走馬灯                  | 絶体絶命の大ピンチ       |
| 10月23日       | ハギーワギー                          | 不法侵入                | 誕生日サプライズ         |
| 10月30日       | 岡田直子                              | サプライズ              | 誕生日サプライズ         |
| 11月06日       | 神谷利男(デザイナー)                  | 価値のわからない女      | 旅行の思い出             |
| 11月13日       | デナン・ゾン(機動戦士ガンダムF91より) | 保安検査場[注 7]        | 旅行の思い出             |
| 11月20日       | Dr.ハインリッヒ                       | 一人旅[注 8]            | 名前の由来               |
| 11月27日       | 中井精也(鉄道写真家)                  | 美容院                  | 名前の由来               |
| 12月04日       | ロッチ中岡                            | ラジオネーム            | 今年の漢字               |
| 12月11日       | 華井二等兵                            | 読み間違い[注 9]        | 今年の漢字               |
| 12月18日       | スラムダンクの彩子                    | 三つのお願い            | 銭湯・温泉の思い出       |
| 12月25日       | 塩沢とき                              | 銭湯                    | 銭湯・温泉の思い出       |
| 2023年01月01日 | ジョン・レノン                        | ばばあ                  | あなたの今年の流行語     |
| 01月08日       | 歯医者のなおこ先生[注 10]             | いつもの                | あなたの今年の流行語     |
| 01月15日       | 子門真人                              | ギャップ                | 2023年重大ニュース       |
| 01月22日       | ニッチェ江上                          | 謝罪会見 高橋バージョン | 2023年重大ニュース       |
| 01月29日       | ロザリー・ぺロス[注 11]               | 謝罪会見 赤阪バージョン | 電車でのエピソード       |
| 02月05日       | くいだおれ太郎                        | 一人旅[注 8]            | 電車でのエピソード       |
| 02月12日       | ウソップ(ONE PIECE)                   | 車内アナンス            | 試験の思い出、エピソード |
| 02月19日       | トリケラトプス                        | 答案用紙の返却          | 試験の思い出、エピソード |
| 02月26日       | バッファローマン(キン肉マン)          | 最終面接                | 部活の思い出             |
| 03月05日       | チカ子ちゃん(ひみつのアッコちゃん)    | 吹奏楽部                | 部活の思い出             |
| 03月12日       | メドゥーサ                            | 文通                    | 私の推し                 |
| 03月19日       | 茂木健一郎                            | サスペンス              | 私の推し                 |
| 03月26日       | サイババ                              | 握手会                  | 最近の若い子は～         |

### (2023年04月 - 2023年09月) 第79回 - 第104回
| 放送日         | 〇〇こと赤阪です                                                 | コントのタイトル          | メッセージテーマ                     |
| -------------- | ---------------------------------------------------------------- | ------------------------- | ------------------------------------ |
| 2023年04月02日 | ルビウス・ハグリッド(ハリー・ポッターより)                       | 挨拶                      | 最近の若い子は～                     |
| 04月09日       | チャカ・カーン                                                   | ヤバイ若もの              | 私のフェチ                           |
| 04月16日       | 欧陽菲菲                                                         | 遊園地デート              | 私のフェチ                           |
| 04月23日       | 紙の館 神代和紙保存会 会長                                       | 方言                      | こんな嘘ついたことあります           |
| 04月30日       | 又吉直樹(ピース)                                                 | 噓がばれやすい            | こんな嘘ついたことあります           |
| 05月07日       | カルロス・バルデラマ                                             | マッチングアプリ          | 思い出の曲                           |
| 05月14日       | ラモス瑠偉                                                       | アイドルオーディション    | 思い出の曲                           |
| 05月21日       | ドク(エメット・ブラウン博士)(バック・トゥ・ザ・フューチャーより) | ドライブデート            | 私の恩師                             |
| 05月28日       | ヨコハマタイヤのキャラクター スマイレージ                        | 語呂合わせ                | 私の恩師                             |
| 06月04日       | マンボウやしろ                                                   | 作文                      | 一日だけ入れ替わるとしたら誰がいい？ |
| 06月11日       | ジャミラ                                                         | 入れ替わり                | 一日だけ入れ替わるとしたら誰がいい？ |
| 06月18日       | ダダ (ウルトラ怪獣)                                              | 入れ替わり Part2          | 夢が叶った瞬間                       |
| 06月25日       | 太陽の塔                                                         | 山登り                    | 夢が叶った瞬間                       |
| 07月02日       | デビルマン                                                       | 赤サッカー                | ゾッとする話                         |
| 07月09日       | 松田優作                                                         | 霊媒師                    | ゾッとする話                         |
| 07月16日       | アニー                                                           | 霊感                      | 初体験                               |
| 07月23日       | ザビタン(アクマイザー3より)                                      | 密かな楽しみ              | 初体験                               |
| 07月30日       | 古川琴音(アットホームイメージキャラクター)                       | 初満州                    | えこひいきを感じた事                 |
| 08月06日       | 若いころの笑福亭鶴瓶                                             | 洋食屋                    | えこひいきを感じた事                 |
| 08月13日       | クリオネ                                                         | 新人の井上くん            | お店に物申す                         |
| 08月20日       | 石ノ森章太郎                                                     | 厨房のうるさい定食屋      | お店に物申す                         |
| 08月27日       | 山下達郎                                                         | 階段の多いレストラン      | 続けている事                         |
| 09月03日       | ブロッコリー                                                     | 辞めたいのに やめられない | 続けている事                         |
| 09月10日       | 綾小路麗華(ユニバーサル・スタジオ・ジャパン)                     | ちょっと昔話              | もし過去に戻れるならいつ？           |
| 09月17日       | ミステリと言う勿れ役の菅田将暉                                   | 電話での告白              | もし過去に戻れるならいつ？           |
| 09月24日       | ラモス瑠偉[注 12]                                                | タイムマシーン            | 今一番欲しい物                       |

### (2023年10月 - 2024年03月) 第105回 - 第131回
| 放送日         | 〇〇こと赤阪です                        | コントのタイトル     | メッセージテーマ           |
| -------------- | --------------------------------------- | -------------------- | -------------------------- |
| 2023年10月01日 | VIVANTのチンギス                        | 隣のカップル         | 今一番欲しい物             |
| 10月08日       | 稲垣えみ子                              | 運                   | 影響を受けた人物           |
| 10月15日       | チョウチンアンコウ                      | 対談                 | 影響を受けた人物           |
| 10月22日       | シガニー・ウィーバー                    | 影響を受けた人       | 勘違い                     |
| 10月29日       | ダンガー(帰ってきたウルトラマンより)    | 理想の上司           | 勘違い                     |
| 11月05日       | エドナ・モード(Mr.インクレディブルより) | 面接                 | 友だちにあれ？となったこと |
| 11月12日       | あかなめ                                | 意識高い系           | 友だちにあれ？となったこと |
| 11月19日       | ぼっけ(魚)                              | 逆に言うと           | 苦手なもの                 |
| 11月26日       | ゴーロン星人                            | 血圧                 | 苦手なもの                 |
| 12月03日       | シーサー                                | 電車の中で           | 好きな昔話し               |
| 12月10日       | チューバッカ                            | 教訓                 | 好きな昔話し               |
| 12月17日       | ピーター・メイヒュー                    | 赤阪こ地蔵           | はじめての体験             |
| 12月24日       | ビジンダー(キカイダー01より)            | 恋バナ               | はじめての体験             |
| 12月31日       | メアリと魔女の花の校長                  | 焼肉デート           | 2024年アルミカン大予想     |
| 2024年01月07日 | タツノオトシゴ                          | ジンクス             | 2024年アルミカン大予想     |
| 01月14日       | 福笑い                                  | 先輩とご飯           | 2024年の初怒り             |
| 01月21日       | メリダ(メリダとおそろしの森より)        | プレゼント           | 2024年の初怒り             |
| 01月28日       | スティンキー(ムーミンより)              | から揚げ屋           | やらかしたこと             |
| 02月04日       | バーバモジャ                            | 余興                 | やらかしたこと             |
| 02月11日       | なまはげ                                | 健康診断             | 気まずい話                 |
| 02月18日       | アビー・カダビー                        | 沢田さんの真実       | 気まずい話                 |
| 02月25日       | イザベル・ファーマン                    | モウイ(モーウイ)     | 貰って嬉しかったプレゼント |
| 03月03日       | ウーパールーパー                        | 結婚祝い             | 貰って嬉しかったプレゼント |
| 03月10日       | スポンジ・ボブ                          | 誕生日のお誘い       | 貰って困ったプレゼント     |
| 03月17日       | 妖怪髪切り                              | こりすぎたプレゼント | 貰って困ったプレゼント     |
| 03月24日       | 漢字の"燕"                              | 引っ越しの挨拶       | ショックな話               |
| 03月31日       | ボブ・マーリー                          | 服屋                 | ショックな話               |

### (2024年04月 - 2024年09月) 第132回 - 第157回
| 放送日         | 〇〇こと赤阪です                                               | コントのタイトル         | メッセージテーマ                      |
| -------------- | -------------------------------------------------------------- | ------------------------ | ------------------------------------- |
| 2024年04月07日 | ウーパールーパー                                               | 結婚祝い                 | 赤阪さんへの悩み相談                  |
| 04月14日       | ひつじのショーンのビッツァー                                   | バナナ                   | 赤阪さんへの悩み相談                  |
| 04月21日       | おばけの金田(熊本の郷土玩具)                                   | サイクルショップ         | お前に言われたくないわ!               |
| 04月28日       | 喪黒福造                                                       | 新しい先生               | お前に言われたくないわ!               |
| 05月05日       | 皿田きのこ(Dr.スランプより)                                    | 会社の飲み会             | アルミカンが映画に出るなら、どんな役? |
| 05月12日       | プレデター                                                     | 屋上                     | アルミカンが映画に出るなら、どんな役? |
| 05月19日       | フラッシュダンスのジェニファー・ビールス                       | アカサカビー             | またか～い！                          |
| 05月26日       | 忍たま乱太郎の乱太郎                                           | 別れ話                   | またか～い！                          |
| 06月02日       | 最近のAmazonのCMに出てくる、買い物で坂道を上って疲れたおばさま | 人まちがい               | 闘ってること                          |
| 06月09日       | 柚須九度トンネル                                               | イメチェン               | 闘ってること                          |
| 06月16日       | 未来少年コナンのジムシー                                       | 訳の分からない後輩       | ピンチヒッター                        |
| 06月23日       | ナッチョとポムのポム                                           | 感動の再会               | ピンチヒッター                        |
| 06月30日       | 仮面ライダーBLACKの怪人 大怪人ビシュム                         | バイトのシフト           | 私のヒーロー                          |
| 07月07日       | あさりちゃんのお姉さん 浜野タタミ                              | サービス                 | 私のヒーロー                          |
| 07月14日       | 大洗町のアライッペ                                             | 婚活パーティー           | 好きなマンガ アニメ                   |
| 07月21日       | バッファローマン(キン肉マン)[注 13]                            | ジェームズ赤阪           | 好きなマンガ アニメ                   |
| 07月28日       | スタバのロゴ セイレーン                                        | 記憶喪失                 | バラされたこと                        |
| 08月04日       | アマビエ                                                       | 結婚報告                 | バラされたこと                        |
| 08月11日       | プーリー (犬種)                                                | 紹介                     | 狙ってないのにウケた話                |
| 08月18日       | 土偶                                                           | 相談                     | 狙ってないのにウケた話                |
| 08月25日       | マリモ                                                         | 流行語                   | 人生で一番頑張ったこと                |
| 09月01日       | コケ                                                           | お疲れさま会             | 人生で一番頑張ったこと                |
| 09月8日        | インサイド・ヘッド2よりシンパイ、イイナー、カナシミ            | 手作りお弁当キャンペーン | なめられてる話                        |
| 09月15日       | ミラベルと魔法だらけの家よりルイーサ                           | クレーマー               | なめられてる話                        |
| 09月22日       | へび女(楳図かずおのキャラクター)                               | ため口                   | 私の推し活                            |
| 09月29日       | ウルトラマンタロウよりオニバンバ                               | 聞き間違い               | 私の推し活                            |

### (2024年10月 - ) 第158回 -
| 放送日         | コントのタイトル           | メッセージテーマ       |
| -------------- | -------------------------- | ---------------------- |
| 2024年10月06日 | * * コントなし **          | 感謝を伝えたいもの、人 |
| 10月13日       | 感謝を伝えたい人           | 感謝を伝えたいもの、人 |
| 10月20日       | おばあちゃん               | キュンキュンしたこと   |
| 10月27日       | モテキ                     | キュンキュンしたこと   |
| 11月03日       | * * コントなし **          | こんな自分がやだ       |
| 11月10日       | インサイド 赤阪            | こんな自分がやだ       |
| 11月17日       | ラジオメール               | 悔しかった話           |
| 11月24日       | 親切                       | 悔しかった話           |
| 12月01日       | * * コントなし **          | ホットした話           |
| 12月08日       | 息子の彼女                 | ホットした話           |
| 12月15日       | シャバのクリスマス         | クリスマスの過ごし方   |
| 12月22日       | 10年ぶりの彼女             | クリスマスの過ごし方   |
| 12月29日       | 面接官                     | * * メッセージなし **  |
| 2025年01月05日 | * * コントなし **          | 2024年一番緊張したこと |
| 01月12日       | あなたの夢をかなえマッチョ | てんぱったこと         |
| 01月19日       | M山マネージの苦悩          | てんぱったこと         |
| 01月26日       | 30年後のマッチョ赤阪       | 私の武勇伝             |
| 02月02日       | (不明)                     | (不明)                 |
| 02月09日       | 後輩と奈良                 | バレンタイン           |
| 02月16日       | ホワイトデーデート         | バレンタイン           |
| 02月23日       | 合コン                     | プンスカプン           |
| 03月02日       | プンスカプン               | プンスカプン           |
| 03月09日       | * * コントなし **          | 新しい出会い           |
| 03月16日       | ラジオネーム               | 新しい出会い           |
| 03月23日       | 公園デート                 | 子供の頃にハマったもの |
| 03月30日       | ごっつこ遊び               | 子供の頃にハマったもの |

### (2025年4月 - ) 第184回 -
| 放送日         | コントのタイトル  | メッセージテーマ      |
| -------------- | ----------------- | --------------------- |
| 2025年04月06日 | * * コントなし ** | 最近泣いたこと        |
| 04月13日       | もらい泣き        | 最近泣いたこと        |
| 04月20日       | 涙もろい赤阪      | 大笑いしたこと        |
| 04月27日       | 同窓会            | 大笑いしたこと        |
| 05月04日       | * * コントなし ** | 言いにくいこと        |
| 05月11日       | 先言いて          | 言いにくいこと        |
| 05月18日       | 食後のデザート    | 今年の私は一味違う    |
| 05月25日       | 断捨離            | 今年の私は一味違う    |
| 06月01日       | * * コントなし ** | * * メッセージなし ** |
| 06月08日       | お前誰や          | 怒られた話            |
| 06月15日       | 生中継            | お別れしたこと        |
| 06月22日       | 送別会            | お別れしたこと        |
| 06月29日       | イベントの後      | 怖かったこと          |
| 07月06日       | 共感力            | 怖かったこと          |
| 07月13日       | * * コントなし ** | 一人〇〇              |
| 07月20日       | 一人ユニバ        | 一人〇〇              |
| 07月27日       | インサイド赤阪２  | 願い事                |
| 08月03日       |                   | 願い事                |
| 08月10日       |                   |                       |
| 08月17日       |                   |                       |
| 08月24日       |                   |                       |
| 08月31日       |                   |                       |
| 09月07日       |                   |                       |
| 09月14日       |                   |                       |
| 09月21日       |                   |                       |
| 09月28日       |                   |                       |

## エピソード
- 2022年6月5日（第36回）放送内で、高橋が6月1日に気象予報士の資格取得のために通っていた学校で知り合ったパイロットの一般男性と結婚した事を発表した[2][3]。
- 2024年12月25日(水)18：00～19：00に「アルミカンのチラリズム年末特番よーじや presents キュンキュンサンガ大忘年会」が放送される。[4] 　なおアルミカンさおりんは体調不良の為欠席となり、アルミカンのマッチョ赤阪とよーじやの國枝社長、KBS梶原アナウンサーの3名で放送される。
- 2024年12月29日(日)はアルミカンさおりんは体調不良の為欠席となり代走みつくにとの放送となる。
- 2025年01月05日(日)はアルミカンさおりんは体調不良の為欠席となりよーじやの國枝社長との放送となる。